# Dotti lacrimali
I dotti lacrimali, anche chiamati canali lacrimali sono dotti presenti nelle palpebre che collegano i punti lacrimale superiore ed inferiore al sacco lacrimale.
- Il dotto superiore, il più stretto e corto dei due, presenta inizialmente decorso ascendente, in seguito piega ad angolo acuto e confluisce in direzione discendente mediale verso il sacco lacrimale.
- Il dotto inferiore inizialmente discende quindi sfocia quasi orizzontale nel sacco lacrimale.

Alle estremità si dilatano in ampolle. A livello microscopico esse sono circondate da  epitelio stratificato squamoso non cheratinizzato avvolto da tessuto fibroso.
Attorno al rivestimento fibroso si ha uno strato di tessuto muscolare striato, continuo con la parte lacrimale del orbicolare dell'occhio. Alla base di ogni papilla lacrimale, le fibre muscolari sono disposte circolarmente e formano una sorta di sfintere.